# Fanboy
Pour l’article homonyme, voir fan.
 (avril 2022).
Si vous disposez d'ouvrages ou d'articles de référence ou si vous connaissez des sites web de qualité traitant du thème abordé ici, merci de compléter l'article en donnant les références utiles à sa vérifiabilité et en les liant à la section « Notes et références ».

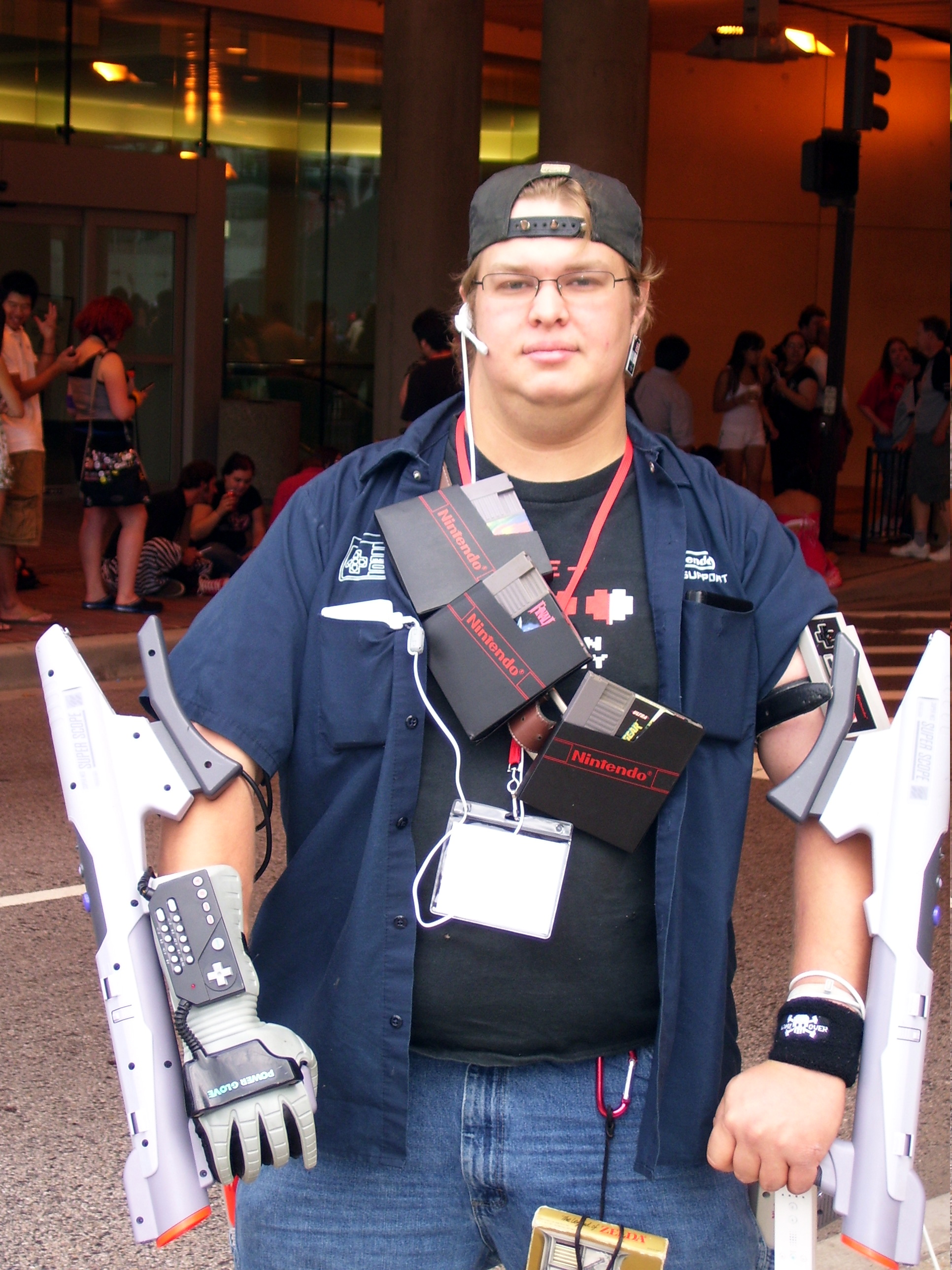
Fanboy de la marque Nintendo, affichant un tee-shirt, trois jeux de Nintendo Entertainment System, et divers accessoires, dont deux Super Scope et un Power Glove.

Un fanboy est un individu (habituellement masculin, bien que la version féminine fangirl puisse être utilisée pour les femmes[source insuffisante]) qui nourrit une profonde affection pour une marque commerciale, les mangas, un produit manufacturé, une œuvre, un artiste ou simplement un point de vue sur quelque chose, jusqu'à un niveau obsessionnel voire maladif. Le fanboy reste fidèle à son obsession, rejetant (souvent de manière agressive) tout point de vue différent du sien.
Le terme "fanboy" n'est quasiment utilisé que dans le domaine du jeu vidéo et de l'informatique, même si le phénomène peut également se retrouver de façon similaire ailleurs en portant d'autres noms.
Les fanboys sont la plupart du temps des jeunes[source insuffisante]. Ils sont attachés de manière sentimentale à leur objet, ce qui explique que certains d'entre eux n'aient pas de réels arguments en leur faveur. Toute critique négative est perçue comme une attaque sur leur personne. Ils vouent également une haine irraisonnée pour tout rival à leur objet fétiche (par exemple une marque ou un produit concurrent).[réf. nécessaire]
La "fangirl", version féminine du fanboy, fera, quand elle voit ou entend la personne qu'elle idolâtre, ou qu'elle est face à n'importe quelle situation en rapport avec son idole ou la "chose" qu'elle idolâtre, ce que l'on appelle "fangirler" en français, ce qui consiste la plupart du temps à crier, ou pleurer. Sur Internet, on utilise parfois l'abréviation dépréciative ou d'autodérision FBDM (Fan Boy De Merde).[réf. nécessaire]

## Principaux sujets d'obsession
- les différentes plates-formes de jeu vidéo[2] : PC, PlayStation 4, Switch, Xbox Series, etc.
- les systèmes d'exploitation d’ordinateurs[2] :  *BSD, GNU/Linux, Mac OS, Windows, etc.
- les systèmes d'exploitation de téléphones portables : Android, iOS, Symbian OS, Windows Mobile, etc.
- les environnements de bureau : GNOME, KDE, LXDE, Xfce, etc.
- les navigateurs Web : Chrome, Firefox, Opera, Safari, Windows Internet Explorer, etc.
- les grandes compagnies : Apple, Google, Microsoft, Nintendo, Sony, Orange, SFR, Free, Blizzard, Samsung etc.
- les constructeurs de microprocesseurs[2], AMD et Intel, et de cartes graphiques, ATI et nVidia.
- les consoles de jeu portables : Nintendo DS, PlayStation Portable, etc.
- les baladeurs numériques : iPod, Zune, etc.
- les appareils photos : Canon, Nikon, etc.
- les séries de jeux vidéo ou de films connus : Star Wars, Indiana Jones, Metal Gear, Halo, etc.
- les mondes de la politique, de la finance et de l'industrie
- les mangas ou anime : Naruto, One Piece, HighSchool DxD etc.

## Exemples defanboysutilisés dans l'industrie du divertissement

### Série télévisée axée sur lesfanboys
- The Big Bang Theory

#### Stéréotypesde personnes ayant des points communs avec lefanboy
- Fan (admirateur)
- Geek
- Nolife
- Otaku